# One Astor Plaza
El One Astor Plaza, también conocido como 1515 Broadway y anteriormente como W.T. Grant Building, es un rascacielos de Nueva York, situado en Manhattan, concretamente en Times Square, en Broadway n.º 1515, a la altura de la calle 45. Con una altura de 227 metros y 54 pisos, este edificio, terminado en 1972, fue concebido por Der Scutt, del gabinete Ely J. Kahn & Jacobs.
Fue nombrado así por el Hotel Astor, un antiguo hotel que operó entre 1904 y 1967 en el terreno donde se emplaza el edificio. Inicialmente fue la sede de la antigua cadena de retail W.T. Grant. Sus propietarios son SL Green Realty y Allianz, y sirve como la sede de Paramount Global, pero también los estudios de la cadena musical MTV, el Palladium Times Square, y el Teatro Minskoff.
Sam Minskoff and Sons compró el sitio del Hotel Astor en 1966 e inicialmente propuso una torre de 50 pisos sin teatros. Luego de una serie de discusiones, el Teatro Minskoff se incluyó a cambio de un área de piso adicional. La construcción comenzó el 10 de octubre de 1968 y los primeros inquilinos se mudaron al edificio en mayo de 1971, y el edificio se completó el año siguiente. One Astor Plaza recibió originalmente el nombre de su inquilino principal, la cadena minorista WT Grant, que solo ocupó el espacio hasta 1976. 
Tishman Speyer y Equitable Life Assurance Society compraron One Astor Plaza en 1984. Tishman Speyer vendió su participación en 1990, solo antes de que Equitable presentara un procedimiento de quiebra contra el edificio, que fue retirado tras una demanda.
Viacom arrendó un espacio en One Astor Plaza a partir de 1990 y sus sucesores gradualmente llegaron a ocupar la mayor parte del edificio. Desde 2003, SL Green Realty es propietario o copropietario del edificio en cierta medida.

## Arquitectura

### Subsuelo
El Palladium Times Square, sala de espectáculos de aproximadamente 2.000 plazas, ocupa una parte del subsuelo del One Astor Plaza.

### Planta baja
Diversas tiendas se encuentran a pie de calle del edificio, destacando una delegación de Billabong, una sucursal del Bank of America y una tienda de MTV Records.

### Primer piso

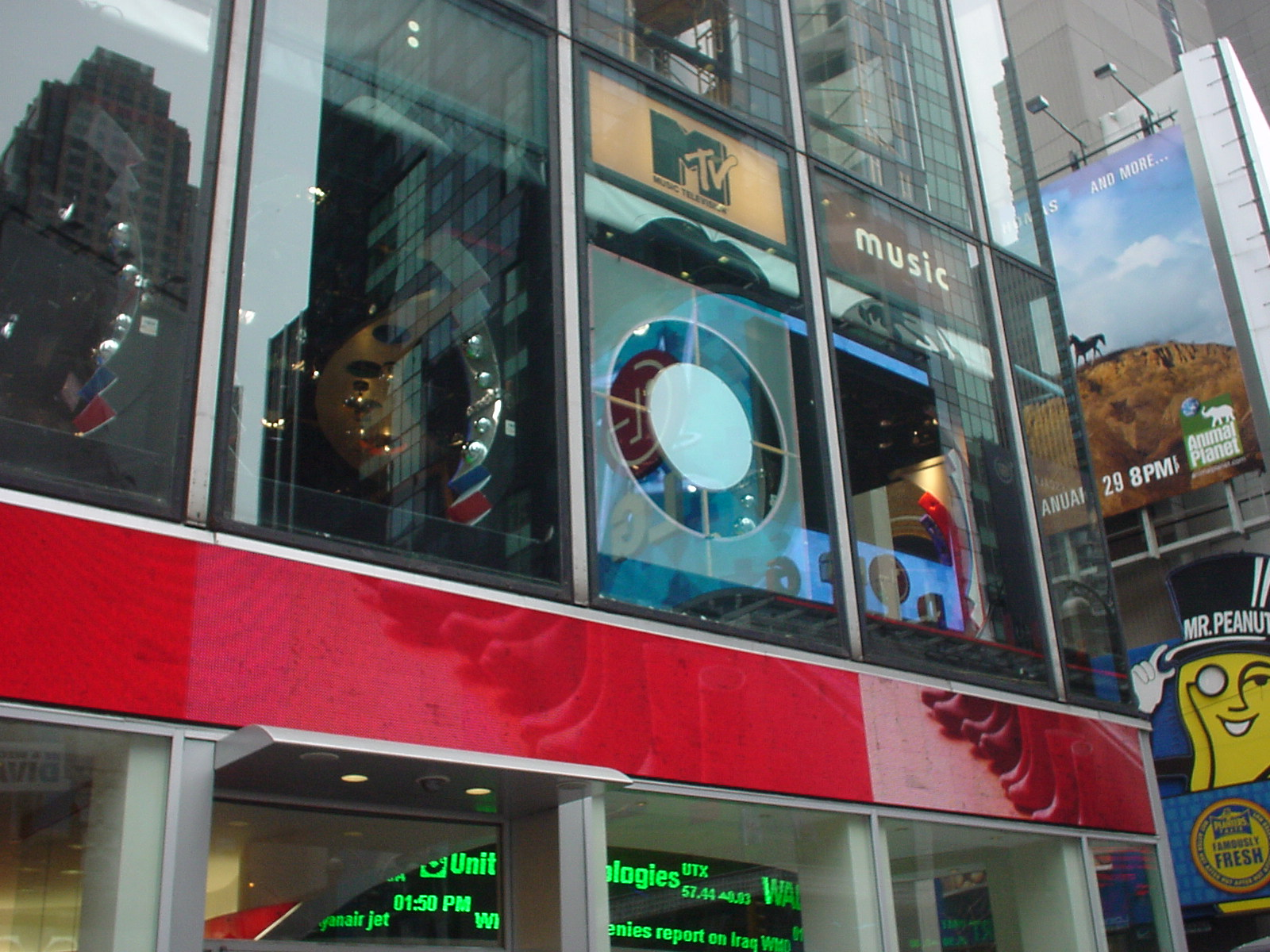
El Uptown Studio

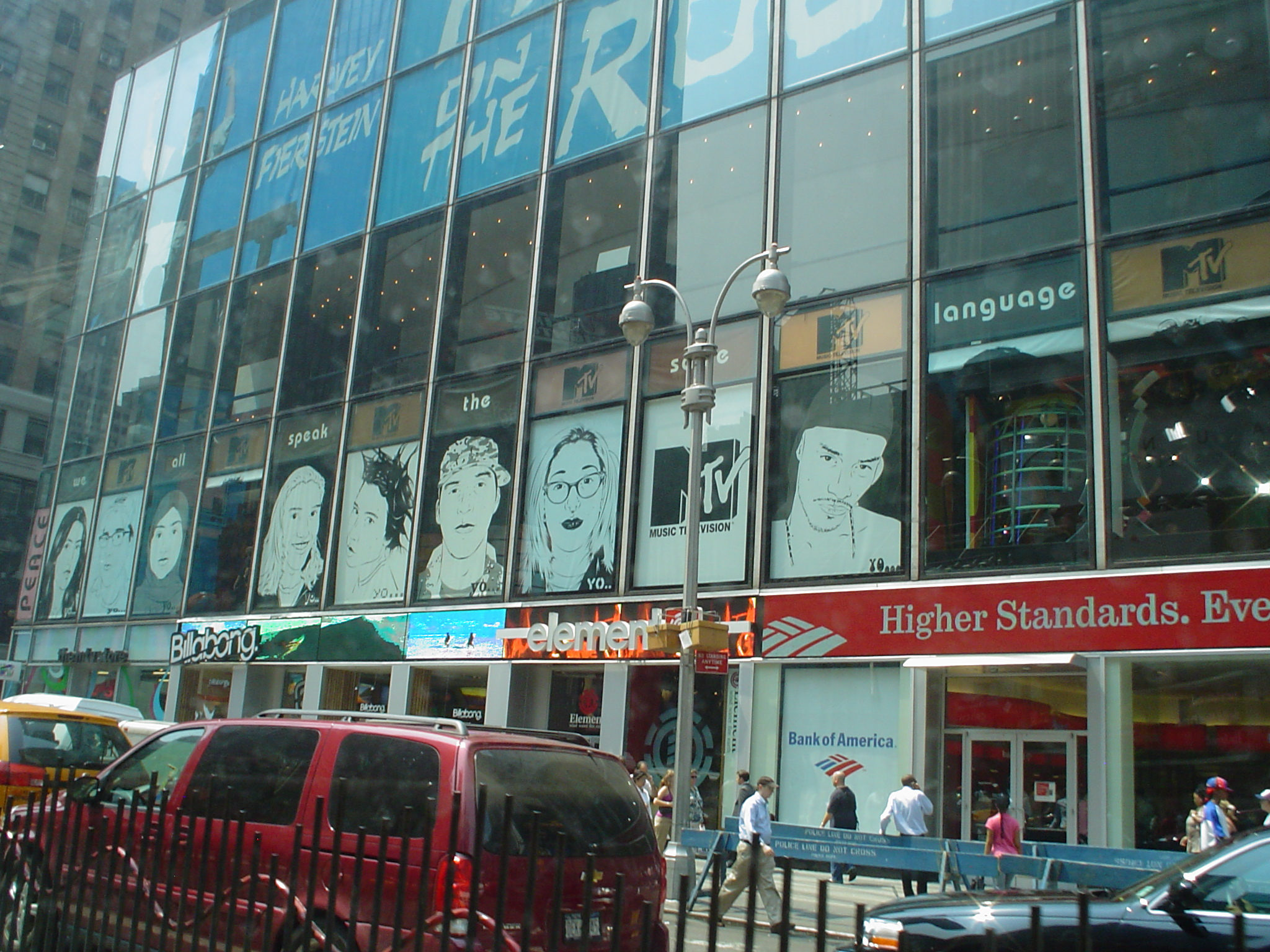
Midtown and Downtown Studios, Bank of America, Billabong, Element y MTV store.

La MTV ocupa una parte del primer piso del One Astor Plaza. La cadena difunde una de sus emisiones más conocidas, Total Request Live, desde estos estudios.

### Segundo piso
El Minskoff Theater es un teatro abierto en 1973 y que cuenta con 1621 plazas.

## Atentado fallido
En la noche del 1 de mayo de 2010, un fallido coche bomba fue desmantelado por la policía de Nueva York, en la esquina este del edificio.
Las autoridades investigaron una posible conexión entre la bomba y el episodio número 200 de South Park, que incluyen representaciones del profeta Mahoma. El atentado fue atribuido a Faisal Shahzad, un pakistaní de 30 años residente en Bridgeport, Connecticut, que obtuvo la ciudadanía estadounidense en abril de 2009.